# Grünfränkisch
Der Grünfränkisch ist eine Rebsorte, aus der Weißwein gekeltert wird. Die Entwicklung des Grünfränkischen geht zurück bis in die Antike. Im Hochmittelalter brachten Siedler die Rebe aus dem Karpatenbecken über Ungarn in die Gegend am Rhein. Im 16. Jahrhundert wurde die Rebsorte in der Pfalz erstmals erwähnt. Danach galt die Rebsorte faktisch als ausgestorben.

## Vorgeschichte
Philipp Cuntz (1900 – 1977) entdeckte zufällig in seinem Weinberg in Schweigen-Rechtenbach eine Rebe, die nicht zu den umstehenden Weißburgunderreben passte. Er vermehrte diese Rebsorte. Der daraus entstandene Wein war überraschend anders und ist bis heute mit keinem der regional angebauten Weine vergleichbar. Untersuchungen der Staatlichen Lehr- und Forschungsanstalt für Weinbau in Neustadt ergaben, dass die Rebsorte bis dahin ampelographisch nicht erfasst war und auch keiner bekannten Rebfamilie zugeordnet werden konnte.
Ab 1999 durfte die Rebe vom Weinhof Scheu, geführt von Klaus Scheu, dem Enkel von Philipp Cuntz, im Versuchsanbau vinifiziert und unter dem Namen „Philipp Cuntz“ abgefüllt werden. Parallel dazu wurde 2008 in der Nähe von Landau in der Pfalz ein Weinberg entdeckt, der unter dem Label Weißburgunder des Weinguts Sauer fast sortenrein mit Grünfränkisch bepflanzt war.

## Wiederentdeckung
Die Rebsorte Grünfränkisch wurde im Jahre 2009 vom Diplombiologen Andreas Jung wiederentdeckt. Der auf historische Weinsorten spezialisierte Ampelograph und der Rebveredler Ulrich Martin entschlüsselten anhand von Dokumenten die Rebe als Grünfränkisch. Andreas Jung vertritt die Meinung, dass sich aus einer 300 Jahre alten Sortenbeschreibung ableiten lässt, dass nicht Riesling, sondern sehr wahrscheinlich Grünfränkisch die eigentliche Rebsorte der Liebfrauenmilch war.
Im Zeitraum 2014 bis 2016 erfolgten DNA-Analysen am Julius Kühn-Institut. Gemäß diesen entstammt die Sorte einer vermutlich natürlichen Kreuzung zwischen Auxerrois × Kövidinka.

## Synonyme
Krainfranke und Philipp-Cuntz-Rebe, Grün Fränkische, Freinsch, Weiße Kleine Fränkische, Großfränkisch, Traisch (am Rhein), Drutscht bei Landau. sehr wahrscheinlich: Jofele Frankus (Jubelfranke, Gutfränkisch), Franken, Türkheimer Franken-riesling, Bourguignon blanc, Mourion, white Morillon, Mohrländer, Clossier, Petit Melon musqué, Muscadet, Grünmuskateller, Goher Muskotaly eventuell: Gelbelben, Gelber Elben, Lausanet, Alanttermö NEMETH (Alattermö, Aloltermö, Alfölditraube, Perö, Pergö, Alascony feher – Rebe der Helisier, Zelinka, Zelnika, Grünling)